# Brzustów (gmina Inowłódz)
Brzustów – wieś w Polsce położona w województwie łódzkim, w powiecie tomaszowskim, w gminie Inowłódz.
Wieś jest siedzibą rzymskokatolickiej parafii Matki Bożej Częstochowskiej.
| SIMC    | Nazwa            | Rodzaj    |
| ------- | ---------------- | --------- |
| 0540920 | Borki            | część wsi |
| 0540937 | Brzustów-Kolonia | część wsi |
| 1041372 | Gaszek           | część wsi |
| 0540943 | Górki            | część wsi |
| 0540950 | Gródki           | część wsi |
| 0540966 | Wzgórze          | część wsi |

## Historia
Pierwsza wzmianka dotycząca Brzustowa pochodzi z XIV wieku. Jest nim akt lokacyjny wydany dnia 3 lutego 1367 roku w Raciążu przez biskupa włocławskiego Zbyluta z Gołańczy. Akt wydany za zgodą kapituły katedralnej, lokował wieś Brzustów na prawie średzkim. Miejscowość została zasiedlona osadnikami z ziemi sieradzkiej. Sołectwo zostało przekazane na szczegółowo określonych warunkach mieszczakowi (mieszczaninowi) wolborskiemu Piotrowi zwanemu Rusin oraz jego sukcesorom.

W 1534 roku Brzustów liczył 18,5 łana użytkowanych przez 31 kmieci, a także posiadał 2 karczmy oraz 4 łany sołeckie.

## Podział administracyjny
| Zmiany przynależności administracyjnej Brzustowa na przestrzeni wieków |
| --- |
| 1367–1386 Królestwo Polskie, ziemia sandomierska, kasztelania opoczyńska 1386–1572 Królestwo Polskie, prowincja Małopolska, województwo sandomierskie, powiat opoczyński 1573–1795 Rzeczpospolita Obojga Narodów, Korona Polska, prowincja małopolska, województwo sandomierskie, powiat opoczyński 1795–1803 Cesarstwo Austriackie, Królestwo Galicji, cyrkuł sandomierski 1803–1809 Cesarstwo Austriackie, Królestwo Galicji i Lodomerii, cyrkuł sandomierski 1809–1815 Księstwo Warszawskie, departament radomski, powiat opoczyński 1815–1816 Cesarstwo Rosyjskie, Królestwo Polskie, departament radomski, powiat opoczyński 1816–1836 Cesarstwo Rosyjskie, Królestwo Polskie, województwo sandomierskie, obwód opoczyński, powiat opoczyński 1836–1842 Cesarstwo Rosyjskie, Królestwo Polskie, gubernia sandomierska, obwód opoczyński, powiat opoczyński 1842–1845 Cesarstwo Rosyjskie, Królestwo Polskie, gubernia sandomierska, powiat opoczyński, okręg sądowy opoczyński 1845–1859 Cesarstwo Rosyjskie, Królestwo Polskie, gubernia radomska, powiat opoczyński 1859–1885 Cesarstwo Rosyjskie, Królestwo Polskie, gubernia radomska, powiat opoczyński, gmina Unewel 1885–1915 Cesarstwo Rosyjskie, Królestwo Polskie, gubernia piotrkowska, powiat opoczyński, gmina Unewel 1915–1918 Austro-Węgry, Generalne Gubernatorstwo Lubelskie, powiat opoczyński, gmina Unewel 1918–1939 II Rzeczpospolita Polska, województwo kieleckie, powiat opoczyński, gmina Unewel 1939–1939 II Rzeczpospolita Polska, województwo łódzkie, powiat opoczyński, gmina Unewel 1939–1945 Generalne Gubernatorstwo, gubernia radomska, powiat tomaszowski 1945–1950 Rzeczpospolita Polska, województwo łódzkie, powiat opoczyński, gmina Unewel 1950–1952 Rzeczpospolita Polska, województwo kieleckie, powiat opoczyński, gmina Unewel 1952–1954 Polska Rzeczpospolita Ludowa, województwo kieleckie, powiat opoczyński, gmina Unewel 1954–1972 Polska Rzeczpospolita Ludowa, województwo kieleckie, powiat opoczyński, gromada Brzustów 1972–1975 Polska Rzeczpospolita Ludowa, województwo kieleckie, powiat opoczyński, gmina Białobrzegi 1975–1977 Polska Rzeczpospolita Ludowa, województwo piotrkowskie, gmina Białobrzegi 1977–1989 Polska Rzeczpospolita Ludowa, województwo piotrkowskie, gmina Inowłódz 1989–1998 III Rzeczpospolita Polska, województwo piotrkowskie, gmina Inowłódz 1999 – dziś III Rzeczpospolita Polska, województwo łódzkie, powiat tomaszowski, gmina Inowłódz |

## Ważne miejsca
- Kościół parafialny pod wezwaniem Matki Boskiej Częstochowskiej (1979-1983),
- Cmentarz parafialny (1946),
- Remiza Strażacka (1930),
- Szkoła Podstawowa (1964),
- Leśniczówka „Skrojnia” (1925),
- Leśniczówka „Borki” (II połowa XIX wieku),
- Gajówki „Skrojnia”(dwudziestolecie międzywojenne),
- Gajówki „Borki” (II połowa XIX wieku/dwudziestolecie międzywojenne),
- Przystanek kolejowy PKP-Brzustów,
- Okopy wojenne z I wojny światowej,
- Mogiły powojenne (I i II wojna światowa)

## Kultura
- Powiatowe Święto Ziemniaka (pierwsza sobota października),
- Pieszy Rajd PTSM „Nenufary” (czerwiec),
- Zespół Folklorystyczny „Brzustowianki”,
- Zespół Dziecięcy „Ważka”,
- Chór parafialny,
- Świetlica Wiejska.

## Organizacje
- Sołectwo Brzustów,
- Parafia Rzymskokatolicka pw. MB Częstochowskiej,
- Publiczna Szkoła Podstawowa im. Jana Pawła II,
- Jednostka Ochotniczej Straży Pożarnej,
- Leśnictwo Brzustów,
- Leśnictwo Borki,
- Koło Gospodyń Wiejskich,
- Stowarzyszenie "Aktywny Brzustów".